# Карпенко Володимир Пилипович
Карпенко Володимир Пилипович (псевдонім Влад Землянин; 22 травня 1935, м. Ромни — 17 лютого 2022) — російськомовний прозаїк, один із засновників Полтавської спілки літераторів, член Національної спілки письменників України. Лауреат премій ім. В. Г. Короленка та В. К. Малика, кількаразовий лауреат премії ПСЛ, перший почесний громадянин Полтавського району.

## Біографія
Народився 22 травня 1935 року у м. Ромни Сумської області (тоді Полтавська губернія). Пережив фашистську окупацію.
1953 року закінчив Роменську середню школу з українською мовою навчання.
1960 року закінчив геологічний факультет Московського державного університету ім. М. В. Ломоносова. Працював на Алтаї, в Криму, в Якутії, Середній Азії, на Далекому Сході. Після укусу енцефалітного кліща у 26 років став інвалідом праці другої групи (кліщовий енцефаліт). Довелось змінити професію геолога. Працював художнім керівником Роменського будинку культури.
1965 року переїхав до Полтави. Займав посаду бібліотекаря Східно-Української експедиції, був тренером із шахів, позаштатним кореспондентом газети «Комсомолець Полтавщини».
1972 року закінчив філософське відділення університету марксизму-ленінізму (Полтава). 1973 року закінчив відділення прози Московського літературного інституту ім. О. М. Горького.
Проживає в с. Розсошенці Полтавського району, передмісті Полтави.

## Творча діяльність
Літературною і публіцистичною працею почав займатись з 1965 року. Тоді був надрукований його перший нарис. Публіцистичні твори друкувались в часописах і колективних збірниках в Україні і Росії у перекладах на різні мови колишнього Радянського Союзу. Однак як письменника його, з політичних причин, практично не друкували майже 25 років. Виключенням були: одне оповідання, яке прозвучало в програмі «Маяк» Всесоюзного радіо, 7 оповідань, опублікованих в обласній періодиці та уривок з роману «Амба», вміщений у колективній збірці «Сонячні зажинки» (1976).
Більшість творів письменника були написані до 1985 року, але перша його книга «Побег» була надрукована тільки у 1990 році. Твір був відзначений премією міністра внутрішніх справ колишнього СРСР.
Нині у творчому доробку автора більше 10 книг. Його твори друкувались у періодичних виданнях, у альманасі «Біла Альтанка» (2007), антології сатири і гумору полтавських літераторів ХХ — ХХІ століть «Калинове гроно» (Полтава, 2016.) та ін.

## Твори

### Повісті
- «Побег» (Полтава,1990);

- «Зона на воле» (Полтава, 1992);

- «Исповедь после смерти» (Полтава, 1993);

- «Племя Ярри» (Полтава, 1994);

- «Изганники» (Полтава, 1995).

### Романи
- «Амба» (І том — Полтава, 1997);

- «Амба» (ІІ том — Полтава, 2002);

- «Амба» (ІІІ том — Полтава, 2008);

- «Идолы» (І том — Полтава, 2000);

- «Идолы» (ІІ том — Полтава, 2007);

- «Грех» (Акация цветет в сентябре)" (Полтава, 2001).

### Твори у збірниках
Карпенко В. Азимут: отрывок из романа «Трудные азимуты» / В. Карпенко // Біла Альтанка: збірник творів письменників Полтавщини — Полтава: Полтавський літератор, 2007. — С. 57-68.
Карпенко В. Клинок Алімааса / В. Карпенко // Калинове гроно: антологія літераторів Полтавщини часу незалежності України: до 20-ліття Полтавської спілки літераторів . — Полтава: Полтавський літератор. — Т. 3. — С. 366—380.

## Досягнення, відзнаки
1995 — член Національної спілки письменників України [Архівовано 13 травня 2019 у Wayback Machine.].
2003 — лауреат премії ім. В. Короленка за двотомний епічний роман «Амба».
2005 — перший Почесний громадянин Полтавського району.
2017 — лауреат премії ім. В. Малика за роман «Втеча» (перший том роману «Амба»), перекладений українською мовою.
Шестиразовий лауреат премії Полтавської спілки літераторів.